# مملكة البلعوطي
مملكة البلعوطي  رواية للروائي والشاعر المصري نجيب الكيلاني (1931 - 1995) صدرت الطبعة الأولى عن دار الصحوة للنشر والتوزيع عام 1993 في 298 صفحة، وصدرت طبعات أخرى عن مؤسسة الرسالة للطباعة والنشر والتوزيع.
تدور أحداث الرواية في الفترة الأولى من القرن العشرين، أثناء الاحتلال البريطاني لمصر. وتستعرض قصة حياة إبراهيم عبد اللطيف الكيلاني، وهو جد كاتب الرواية، وتصور بين سطورها جزءًا كبيرًا من الحياة الاجتماعية والسياسية في مصر حيث الصراع بين أحد الإقطاعيين وأعوانه، وبين الفلاحين في الريف المصري البسيط، وتوضح اختلاف المصريين في رؤية مستقبل بلدهم بعد وفاة سعد زغلول، واختلاف وجهات نظرهم في الحياة السياسية مما يؤدي إلى التطاول والنزاع بين الأطراف المختلفة.

## تعريف بالكاتب وتقديره
ولد الدكتور نجيب عبد اللطيف إبراهيم الكيلاني في أول عام 1931. التحق نجيب الكيلاني بكُتَاب القرية في سن الرابعة. قضى الثانوية في مدينة طنطا وأخيرًا التحق بكلية الطب بالقاهرة عام 1951. عمل في القسم الطبي بهيئة السكك الحديدية، ثم سافر للعمل طبيباً بالكويت عام 1968. انتقل للعمل بدولة الإمارات العربية، وقضى بها ما يقرب من 16 عاما.
حصل نجيب الكيلاني على العديد من الجوائز: حصل على جائزة الرواية 1958 والقصة القصيرة - ميدالية طه حسين الذهبية من نادي القصة 1959، المجلس الأعلى للفنون والآداب 1960، جائزة مجمع اللغة العربية 1972، الميدالية الذهبية من الرئيس الباكستاني 1978.
كانت رواية "مملكة البلعوطي" موضوع رسالة ماجستير في "جامعة دمشق" السورية تحت عنوان "الثيم التربوية في روايات نجيب الكيلاني "مملكة البلعوطي" عام 2017. (الثيم = المواضيع الرئيسية). كما نشرت جامعة باتنة الجزائرية عام 2015  رسالة تحت عنوان "تجليات صورة المرأة في روايات نجيب الكيلاني" وخصت بالذكر رواية "مملكة البلعوطي"، أيضا نشرت كلية الآداب بالجامعة الاسلامية ببغداد  دراسة تحت عنوان "ملامح الشخصية الرئيسة في روايات نجيب الكيلاني" وأشارت إلى رواية "مملكة البلعوطي".

## ملخص الرواية
يتعرض بطل الرواية الرجل البسيط "البلعوطي" للظلم حيث جار عليه أحد الإقطاعيين مما اضطره إلى الدفاع عن نفسه وساعده أخوه في ذلك. وقعت معركة ضارية استخدمت فيها العصي داخل سوق إحدى القرى. وظهر الأخوان على الظلمة وأعوانهم فهربوا، الأمر الذي حاز على رضا عمدة القرية؛ مما استفز خصمه الظالم، فبدأ يكيد له عبر تدبير المؤامرات للانتقام منه. وقد قابله البلعوطي وأخوه بانتقام مضاد. وانتهى هذا المسلسل برضوخ الإقطاعي وسعيه إلى المصالحة مع البلعوطي. وعينه وكيلا له لحل مشكلاته مع الفلاحين على أساس العدل والإنصاف. تمر شخصية الإقطاعي عبر سلسلة من الوقائع أهمّها مرضه الخطير الذي أشرف به على الموت. وكان لهذا الأمر وقعه الحاسم على الإقطاعي فغادر بلدته محاولا بدء حياة جديدة مرة ثانية. فرح إلى المدينة، وتزوج بامرأة أخرى وأنجب أولادا آخرين بعد أن تجاوز الستين.

## مقتطفات من الرواية
يفتتح الكيلاني روايته بتقديم الشخصيات الرئيسية في الرواية وهي:
- إبراهيم عبد اللطيف
- أبو العز سليم
- الشيخ سليم عبد القادر الشاذلي
- فريد أبو العز
- كامل وعبد الفتاح ومحمد وأحمد أولاد إبراهيم
- المعلمة ريحانة
- البابلية (مباركة)
- محمد بن بحراوية
توفيق بك الخشن  -
- محمد بك جمال الدين... إلخ
ويستهل الفصل الأول قائلاً: "جلس "أبو العز سليم" في مقصورته الأنيقة على أريكة من القطيفة الفاخرة، وقد فرشت الأرض بأبسطة أعجمية زاهية الألوان. وأمسك بيده مبسم النرجيلة الزجاجية. ثم قربها من فمه؛ وجذب أنفاسا عميقة ثم نفث الدخان من فمه وأنفه دون أن يسعل، كان أسمر الوجه، مفتول الشارب، مكحول العيئين، عابس الملامح ... دخل عليه حارسه الخاص شيخ الخفراء "محمد بحراوية" وقال:
- لو سمح سيدى.
- ماذا وراءك يا غراب البيت؟
- مولانا الشيخ عبد القادر الشاذلي يريد مقابلتك.
نحى النرجيلة جانباً، ونظر في دهشة:
- مالى وهذا الرجل؟ لا يجمع بيننا شىء في الدنيا ولا حتى في الآخرة!! هل جاء ليقاسمنى أنفاس الحشيش أم ليعظنى؟ لابأس دعوه يدخل، وأحيطوه بالاحترام الواجب . . وخذوا عنى هذه النرجيلة الآن.
كان الشيخ عبد القادر الشاذلي أبيض الوجه، أسود اللحية، سمح النظرات، قصير القامة، بإحدى يديه مسبحة سوداء، وبالأخرى عصا معوجة من خشب ثمين، ذات حلية معدنية، ألقى الشيخ السلام، فاستقبله أبو العز بقدر كبير من الحفاوة، وبعد أن أحضرت القهوة، قال الشيخ في صوت خفيض:
- إنما أنا رسول خير.
- لن يكون الأمر إلا كذلك، عهدناك رجلاً من رجال الله . . وهكذا كان أبوك.
- وأنا لا أشفع إلا لأصحاب الحق
- أعلم
- فلا تردنى خائبا
لم يعلق "أبو العز سليم" بكلمة عندما سمع تلك العبارة. ويبدو أنه خاف أن يتورط في وعد قد يصعب إنجازه، فبقى صامتا ينتظر.
قال الشيخ:
- أنت تملك الأرض
- نعم أملكها أبا عن جد
- وفى كل وقت تضيف إليها المزيد
- من يقدر يفعل
وأشار الشيخ بلطف إلى ثلاث قضايا مهمة، أولها أن رجال أبو العز يستولون على أرض بعض الفلاحين بالقوة، ويرغمون أصحابها على التنازل له مقابل ثمن بخس، وثانيها أنه يستولى من الفلاحين على محاصيل الأرض المؤجرة لهم. ولا يعطيهم إلا الفتات، وثالثها أنه لا يتصدق على أحد من الفقراء، في الوقت الذى يجزل فيه العطاء لأعوانه من الظلمة والفسقة الذين يذيقّون الناس، وخاصة الشاكين، ألوانًا شتى من العذاب.
طغت على "أبو العز سليم" موجة من الكبرياء الغاضب العاصف وهتف:
- الأرض ومن عليها لى
استعاذ الشيخ عبد القادر بالله من الشيطان وحوقل واستغفر، ثم قال في خشوع:
- الأرض لله يورثها من يشاء من عباده
- وقد ورثتها بأمر الله
والخلق عبيده، وليسوا عبيدك يا عزب؟
- أنا أبو العز بك . . . ولقد خلق الله الناس درجات، وشاءت إرادته أن يكونوا في خدمتى . . . وبهذا يمكنهم أن يعيشوا ويتزوجوا وينجبوا.
- إنهم بشر، وليسوا حيوانات
شعر أبو العز سليم بما يشبه الاختناق، إنه لا يطيق نقد أو معارضة أحد مهما كان شأنه. ولو كان الذي أمامه الآن رجل آخر غير الشيخ الشاذلى. لصلبه وربطه بالجمال وجلده بالسياط . لكن الصالحين من رجال الله لهم شأن على الأقل بالدهاء والكياسة، حتى ولو أدى الأمر إلى بذل وعود كاذبة لا تتحقق.
التفت أبو العز إلى الشيخ وقال:
- ماذا تريد يا شيخنا الجليل؟
- أن تكف عن الاستيلاء على الأرض 
- لك ذلك، لن آخذ أرضا إلا برغبة مالكها.
- وأن تخفض إيجار الأرض بمقدار الثلث .. حتى يستطيع المستأجرون أن يحصلوا على قوتهم ولباسهم.
- أوافق
- ثم لا تنسى حق الله في مالك وزراعتك
- أما هذه فلي . . . إن شئت فعلت . . . وإن لم أشأ فلن أفعل، وهذا شىء يحاسبنى الله عليه ولا أنت.
قال الشيخ وهو يهم بالوقوف:
- أبو بكر الصديق . . . خليفة رسول الله . . . حارب مانعى الزكاة.
نظر أبو العز إلى فنجان القهوة المملوء وقال:
- لم تشرب قهوتك
- لم أتعود عليها
- أه . . . ربما تكون قد حسبتها من مال حرام . . .؟
- لم أعد من عندك خاوى الوفاض أشكرك.
حينما خرج الشيخ وحدث أبوالعز سليم رجالة بما جرى،عتبوا عليه، ولاموه على الوعود التى بذله. وزعموا أن الفلاحين سوف يفلت زمامهم بعد ذلك، ولن يرضخوا لمشيئته، وهذا بداية الانهيار.
ابتسم أبوالعز في دهاء وقال لهم:
- الذين يرفضون بيع أراضيهم سنتلف مزروعاتهم حتى يستسلموا ويبيعوا
- والإيجار يا سيدنا البك؟
- سنأخذ باليمين ما أعطيناه بالشمال
- كيف؟
- بأى وسيلة ممكنة
- والشيخ؟
- أرضيناه بالكلام، وسوف يذهب بعضكم إليه ليكونوا من مريديه.
وسرت الأنباء في كل مكان، وفرح الفلاحون فرحًا غامرا بما تناقله الناس عما دار بين الشيخ وأبو العز سليم وأخذوا يغنون ويطبلون ويزمرون. والنساء يزغردن في الكفور والقرى المجاورة، ودعا الشيخ إلى حفل دينى مهيب.

## نقد وتعليقات
تحدث، في الملتقى الدولي الخامس للأدب الإسلامي بمدينة مراكش، الدكتور حلمي محمد القاعود (الأديب والأستاذ الجامعي والحاصل على جائزة التميز في النقد الأدبي هي أعلى جائزة يمنحها اتحاد كتاب مصر للمبدعين من الأدباء في النقد الأدبي عام 2020) عن رواية "مملكة البلعوطي" وقال أنها تقترب من فكرة "المدينة الفاضلة" للفيلسوف الفارابي حيث أعاد نجيب الكيلاني إنتاج الواقع في الريف المصري وكشف عن جوانب الحياة فيه الحافلة بالفساد والانحراف والإجرام ويقدم حلول تتمثل في التربية الصحيحة، وقال: "من هنا كان اختياره للشكل المألوف في الرواية الواقعية التي ينهض السرد فيها على السببية وتطوير الشخصية والكشف عن نقائصها بوصفها نموذجا لشريحة اجتماعية. وبناء النموذج بوصفه ممثلا لشريحة اجتماعية بعينها يجسد صفاتها الجوهرية: ويمتلك خصوصية ذاتية من أهم الخصائص الجمالية للرواية الواقعية. فقد ظل يستثمر أدواته من خلال الواقعية الإسلامية دون أن يحجم عن الاستفادة من منجزات الرواية العربية عبر توظيفه الحلم وتقنيات السرد المتنوعة؛ ولكنه تميز في ارتياد بيئات إسلامية متعددة خارج نطاق العالم العربي. إن إبداعه في مجال بناء النموذج الذي هو عماد الشكل الروائي الواقعي بمفهومه القائم على تمثيلها النموذج لشريحة اجتماعية في جوهرها وسماتها الرئيسية كما أسلفنا، ولكن الرواية الإسلامية في تعاملها مع النماذج الاجتماعية لا تحتفل بما يعزى إلى العلاقات الاقتصادية من سلوكيات على النحو الذي تفعله الرواية الواقعية الاقتصادية أو الواقعية الاشتراكية التي تركز على الطبقة البرجوازية ومثالبها ومستقبل الطبقات الكادحة وخصوصاً البروليتاريا."

## وصلات خارجية
https://nrme.net/detail990651123.html مملكة البلعوطي
https://www.goodreads.com/ar/book/show/6215153 مملكة البلعوطي